# Финн Парнишка
Финн Мёртенз Кэмпбелл (англ. Finn Mertens Campbell), также известный как Финн Человек (англ. Finn the Human, в русском переводе Cartoon Network чаще Финн Парнишка), — один из главных персонажей американского мультсериала «Время приключений», созданного Пендлтоном Уордом. Он также появляется в спин-оффах «Время приключений: Дальние земли» и «Время приключений: Фионна и Пирожок». В мультсериале его озвучил Джереми Шэйда. Впервые персонаж дебютировал в пилотной серии, где его звали Пэн (Pen).
Финн был усыновлён в младенчестве двумя антропоморфными собаками — Джошуа и Маргарет, которые нашли его в лесу. Его лучший друг и сводный брат — Джейк Пёс участвует с ним во множестве приключениях в Ууу — вымышленном мире, в котором происходит действие сериала. Тайна о происхождении Финна и то, является ли он последним человеком в Ууу, является важной частью повествования в арке персонажа. Позже выясняется, что в Ууу существуют другие люди, и что родители Финна, Мартин и Минерва, живы — они родом из сообщества, живущего на цепи островов.
Финн получил всеобщее признание за его развитие персонажа, где он вырос из агрессивного к недругам и безрассудного мальчика в мудрого молодого человека. Адам Муто, бывший шоураннер «Времени приключений», заявил, что такое развитие Финна было одной из его любимых арок персонажа. Гендерно изменённая версия Финна по имени Фионна появилась в девятом эпизоде третьего сезона «Фионна и Пирожок», также она является главной героиней в спин-оффе «Время приключений: Фионна и Пирожок».

## Дизайн и озвучивание

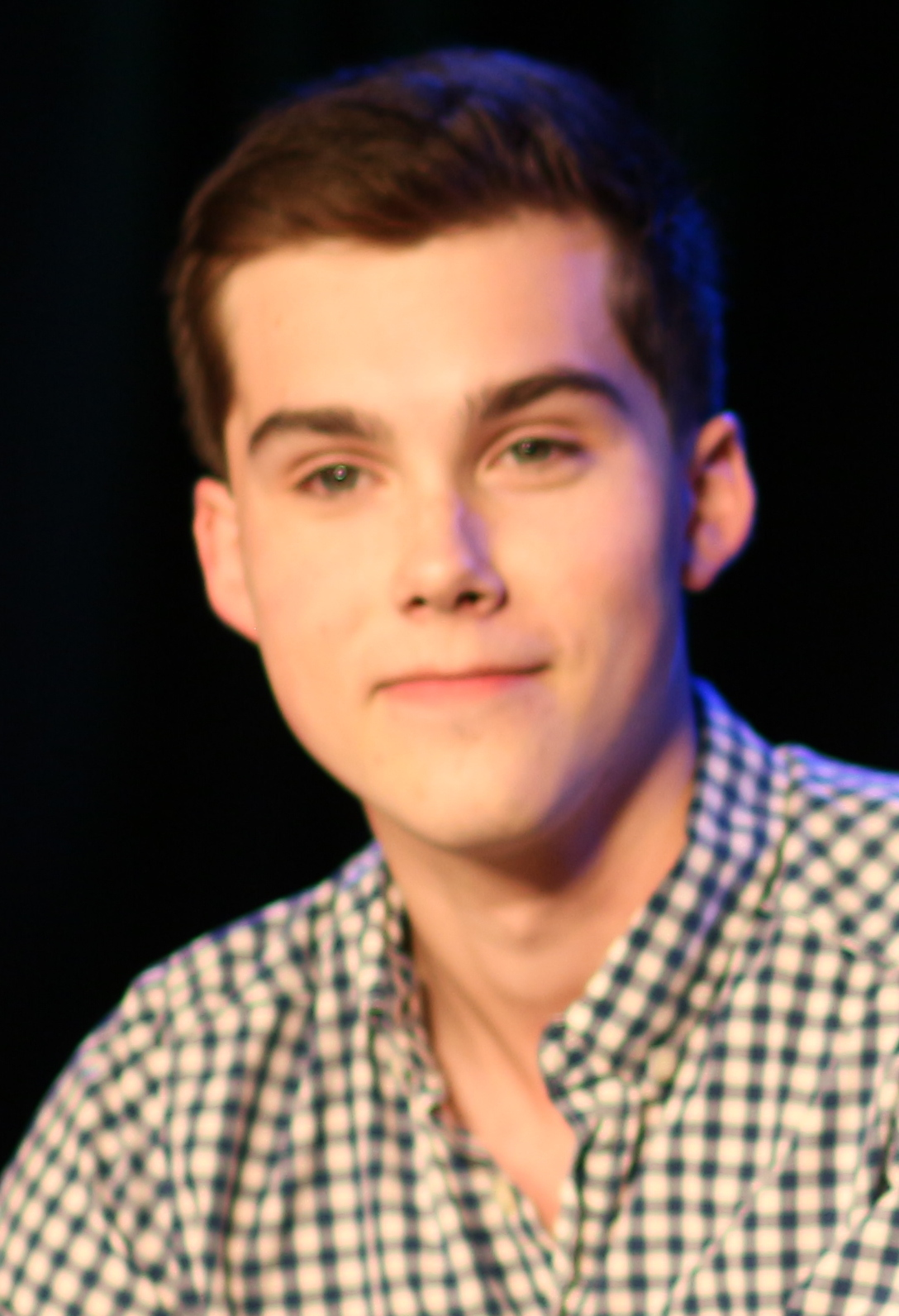
Джереми Шэйда, озвучивающий Финна (2015)

Создатель сериала Пендлтон Уорд заявил, что он создал Финна (и «Время приключений» в целом) так, как если бы он играл в настольную ролевую игру DnD. Уорд прокомментировал, что мотивы Финна благородны, с желанием «убивать монстров, исследовать подземелья, находить лут». Уорд провёл большую часть своего детства дома, и он использовал свой «[домашний] опыт приключений» как источник вдохновения для приключений Финна и Джейка. На раннем этапе разработки шоу Уорд хотел, чтобы Финн и Джейк были кочевниками, странствующими с палатками, однако Cartoon Network потребовал, чтобы у них был постоянный дом. Впервые персонаж дебютировал в пилотной серии «Времени приключений», в центре которого было спасение принцессы Бубльгум от Снежного Короля. Серия вышла в эфир на канале Nickelodeon в рамках программы Random! Cartoons в 2008 году. Прототип Финна, Пэн, был озвучен Заком Шэйдой, старшим братом Джереми.
Когда сериал пустили в производство на Cartoon Network, Зак Шэйда был слишком взрослым для роли Финна, поэтому было решено заменить актёра. Прослушивание удалось пройти младшему брату Зака — Джереми, которому на тот момент было 12 лет. По словам Джереми Шэйды, продюсеры сначала не поняли, что он младший брат Зака. Он сказал, что «они просто думали, что им повезло с кем-то, кто звучал как оригинал». Во время производства «Времени приключений» голос Шэйды сильно менялся, когда он переживал период полового созревания, но вместо замены актёра озвучки Уорд решил, чтобы Финн постепенно взрослел по мере того, как голос Шэйды менялся естественным образом. Вместе с взрослением персонажа взрослели и темы шоу. Более взрослые версии Финна появляются в нескольких эпизодах: Джонатан Фрейкс озвучивает две альтернативные версии повзрослевшего Финна, в эпизодах 5-го сезона «Подушколяндия» и «Поезд подземелий».
Как и другие персонажи «Времени приключений», Финн нарисован с «резиновыми» конечностями, напоминающими «мягкую лапшу», и с простым, но выразительным лицом. У него отсутствует несколько зубов, что Уорд объяснил тем, что он никогда не был у дантиста. Обычно он носит характерную шапку, сделанную из головы игрушечного белого медведя, голубую футболку в обтяжку, синие шорты и зелёный рюкзак. Дизайн Финна похож на Медведя Буэно, ещё одного персонажа, созданного Уордом. Финн перенял множество черт у Буэно, в том числе и любовь к битбоксу.
В сериале показано, как Финн справляется с трудностями подросткового возраста и примиряется со сложностями жизни. Со временем создатели шоу решили развивать предысторию Финна, включая историю о его родителях и о том, действительно ли он последний человек, оставшийся в Ууу. Сериал акцентирует внимание на том, что Финн начинает шире смотреть на мир, по сравнению с тем наивным мировоззрением, которое он демонстрировал в предыдущих сезонах. Хотя в начале сериала многие конфликты касались борьбы добра и зла, по мере развития истории они усложнялись. Композитор «Времени приключений» Тим Кифер сказал, что шоу постепенно стало исследованием «пути героя», который зрители постигают через Финна.
В первых сезонах сериала Финн всегда был полон энтузиазма и охотно разрешал конфликты с помощью грубой силы. Об этом аспекте личности Финна Уорд заявил, что он решил «добавить [ему] немного ярости», чтобы предать персонажу глубину. К концу сериала Финн стал гораздо более сдержанным. Шоураннер «Времени приключений» Адам Муто заявил, что это развитие является одной из причин, по которой у Финна не было меча на протяжении большей части финала. Муто сказал, что, по его мнению, эта сюжетная линия, включающая развитие Финна от жестокого персонажа к более самоанализирующему, сделала его одним из самых приятных персонажей, которых можно было написать в сериале:
Финн всегда приносил веселье, поскольку свой путь он начал весьма агрессивно, и какое-то время было весело писать [о нём], но как только он повзрослел, продолжать писать о нём в таком духе не было смысла. Он стал более зрелой версией самого себя и более интроспективным, и за этим было отрадно следить.

## Появления

### Основной сериал
Финн Парнишка — главный герой «Времени приключений», который часто проводит время со своим лучшим другом и сводным братом Джейком Псом. В младенчестве Финн был усыновлён родителями Джейка — Джошуа и Маргарет. Раньше считалось, что он единственный человек, оставшийся в Ууу после «Великой грибной войны» — загадочного конфликта, произошедшего за 1000 лет до событий сериала. Позже выясняется, что он родился на Острове Основателей — части изолированного архипелага, населённого людьми. Биологический отец Финна, Мартин, — аферист, а его мать Минерва — врач. Мартин бежал с Острова Основателей с маленьким Финном после того, как его выследили обозлённые на него преступники. Он хотел вернуться, но, спасая сына от Стража острова, отделился от Финна, который остался на плоту бороздить моря.

### Фионна и Пирожок
Гендерно изменённая версия Финна, Фионна, впервые появилась в эпизоде 3-го сезона «Фионна и Пирожок», где её озвучила Мэдлин Мартин. Фионна существует в вымышленном мире, который создал Снежный Король в своих фанфиках. Концепт Фионны и Пирожка возник на основе рисунков, сделанных художницей по раскадровке «Времени приключений» Наташей Аллегри. Фионна во многом похожа на Финна, и имеет те же проблемы с романтическими отношениями. Что Фионна, что кошка Пирожок (альтернативная версия Пса Джейка) стали популярными среди фанатов «Времени приключений». Позже Фионна появилась в эпизодах: «Плохой мальчуган» (5-й сезон), «Принц, который хотел всё» (6-й сезон), «Пять застольных историй» (8-й сезон) и «Фионна, Пирожок и Фионна» (9-й сезон). Фионна выступает в качестве главной героини в спин-оффе «Время приключений: Фионна и Пирожок».

### Другие появления
С момента создания «Времени приключений» Финн появлялся в различных сериях комиксов, видеоиграх и других товарах. В консольных играх Финн впервые появился в видеоигре Adventure Time: Hey Ice King! Why'd You Steal Our Garbage?!!, выпущенной на Nintendo DS и 3DS в 2012 году. Впоследствии он был игровым персонажем в Adventure Time: Explore the Dungeon Because I Don't Know! (2013), Adventure Time: The Secret of the Nameless Kingdom (2014), и Adventure Time: Pirates of the Enchiridion (2018).
Финн также часто появлялся в других франшизах и медиа. Он появился в эпизоде седьмого сезона «Футурамы» «Leela and the Genestalk». В эпизоде 28-го сезона «Симпсонов» «Monty Burns’ Fleeing Circus» он появляется во вступительной диванной заставке, где на его место встал Барт Симпсон. Он также появлялся в мультсериале «Окей Кей О! Будем героями» в эпизоде «Crossover Nexus». В качестве кроссовера Финн появлялся в играх: Lego Dimensions, относящаяся к жанру toys-to-game (2015); Cartoon Network: Battle Crashers жанра beat 'em up (2016); игре-кроссовере Bloons Tower Defense: Adventure Time (2018); файтинге Brawlhalla (2019); игре action-adventure Immortals Fenyx Rising (2020); и файтинге MultiVersus (2023).

## Личные качества

### Личность и характер
Финн — мальчик-подросток, обладающий детским характером, мальчишеским энтузиазмом и любовью к приключениям. В начале сериала ему 12 лет, но он взрослеет на протяжении всего сериала, и к финалу ему исполняется 17 лет. Он талантлив в битбоксе и борьбе на мечах. Финн любит выкрикивать фразы вроде «Математично» и «Алгебраично». В эпизоде первого сезона «Океан страха» показано, что он страдает от талассофобии, но ему удаётся преодолеть свой страх перед морем в эпизоде «Список желаний Билли». В эпизоде пятого сезона «Жажда Красного» выясняется, что Финн — дальтоник.
Показано, что Финн полон энтузиазма и безрассудства, но по ходу сериала он становится более сдержанным. Им движет желание жить по героическому кодексу и жажда приключений. Однажды потерявшись в лесу беспомощным младенцем, он «поклялся помочь любому нуждающемуся, какой бы незначительной ни была его проблема». Многие из ранних приключений Финна и Джейка вращаются вокруг их исследования земель Ууу и борьбы с монстрами. Жизнь Финна и Джейка построена по архетипу странствующих рыцарей, поскольку они часто исследуют подземелья, сражаются со злыми существами, вызволяют различных принцесс и спасают мир.

### Отношения
У Финна близкие отношения со своим сводным старшим братом Джейком Псом, антропоморфной собакой, способной менять свою форму. Во время событий сериала Финн и Джейк живут вместе в домике на дереве. Их отношения временами напряжены из-за разницы в возрасте и взглядов на жизнь. Джейк часто расстраивается из-за детских выходок Финна и его влюблённостями в разных принцесс. Жизнь Финна вращается вокруг приключений и борьбы с монстрами, в то время как Джейку нравится преследовать более разнообразные интересы. После того, как Джейк вступает в отношения с леди Ливнерог и заводит от неё пятерых детей, его внимание смещается на роль отца. Это создаёт между ними дистанцию, но они остаются близкими друзьями и продолжают жить вместе в домике на дереве.
Финн также дружит с БиМО — разумной портативной игровой консолью, которая является соседом Финна и Джейка по комнате. Однажды ради забавы Финн создаёт робота КШР (кексо-швырялочный робот), но вскоре он становится ему другом. Также в итоге Финн сближается с Марселин, Королевой вампиров, несмотря на её первоначальную роль антагониста.
На протяжении большей части сериала показано, что Финн испытывает безответные чувства к принцессе Бубльгум. Ему с Джейком часто приходится спасать её от Снежного Короля. Его нынешняя страсть к принцессе Бубльгум идёт из его прошлой жизни, когда он был Шоко — осиротевшей воровкой, которая сначала подружилась, а затем предала принцессу. Дружба Финна с Бубльгум по ходу сериала становится более платонической.
В финале третьего сезона «Адское Пламя» Финн начинает встречаться с принцессой Пламя, после того как понимает, что он не может сойтись с принцессой Бубльгум из-за разницы в возрасте. Хотя вспыльчивый характер Принцессы Пламя усложняет их отношения, они стараются работать над ними . Но в конце концов из-за науськивания принцессы Пламя и Снежного Короля Финном, они расстаются. Опыт в отношениях с принцессой Бубльгум и принцессой Пламя заставляет его сталкиваться с отвержением и примирением, в результате чего он эмоционально взрослеет.
У Финна сложные отношения со своим биологическим отцом Мартином Мёртензом, который оказывается подлецом. В шестом сезоне Мартин рассказывает Финну, что он был вынужден бросить его в младенчестве после того, как перешёл рубикон, слишком опасный для младенца, и что он всегда хотел вернуться за ним. Адам Муто заявил, что они не хотят, чтобы Финн был «копией» Мартина, поскольку у него был приёмный отец Джошуа. Муто сказал, что они хотели «внедрить идею о том, что Мартин будет таким же „мошенническим“ и подлым, как Финн — героическим».
Эпизод шестого сезона «Бризи» посвящён депрессии Финна после потери руки, разочарования в отце и разрыва с принцессой Пламя. Финн целуется с разными принцессами, пытаясь почувствовать себя лучше, но остаётся неудовлетворён. В этом эпизоде он исследует сложные отношения с пчелой по имени Бризи, которая влюбляется в цветок, растущий на обрубке руки Финна.
Финн и его мать Минерва показаны самоотверженными и преданными помощи другим. Однако Минерва, в отличие от отважного Финна, пугливая и чрезмерно опекающая из-за потерь, которые она пережила. Воссоединившись с Финном в сюжетной арке «Острова», она одновременно гордится тем, что он посвящает свою жизнь помощи другим, но в то же время встревожена его опасным образом жизни. Она пытается запереть Финна на острове, чтобы он был в безопасности, но убедив её освободить его, Финн оставляет её и возвращается в Ууу, пускай ему и тяжело было расставаться с ней. Различные критики интерпретировали изображение противоположных взглядов Финна и Минервы как комментарий к подавлению эмоций, чрезмерной зависимости от технологий, жертвованию свободой в обмен на безопасность, исследованию ницшеанской философии и аллегорию «американского эгоцентризма»

## Принятие
Критики похвалили арку Финна Парнишки за честное и реалистичное изображение подросткового возраста и трудностей, связанных с достижением совершеннолетия. Брэндон Закари из Comic Book Resources описал «Время приключений» как «один из самых обширных фэнтезийных сериалов в современной истории, в центре которого находится добрый, но скромный мальчик, который становится благородным молодым человеком». В статье для Vox Эмили Вандерверфф назвала сериал «лучшей историей о взрослении этой эпохи», упомянув, как Финн вырос «из мальчика в почти мужчину, юношу, который постепенно выясняет, как быть и хорошим другом, и хорошим человеком». Оливер Сава из The A.V. Club похвалил серию «Бризи» за правдоподобное изображение развивающейся сексуальности Финна и его поиска эмоционального удовлетворения.
Сюжетная линия Финна как последнего оставшегося человека — и его возможное открытие других людей — получила высокую оценку критиков. Зак Блюменфелд из Paste противопоставил беззаботное и героическое существование Финна сухой, зависимой от технологий жизни других людей, выживших на островах. Блюменфелд считает Финна примером гипотетического сверхчеловека Фридриха Ницше.
Персонаж также стал чрезвычайно популярным среди фанатов «Времени приключений». В 2019 году Рич Голдстайн из The Daily Beast отметил популярность Финна среди косплееров, заявив: «Ночи Хэллоуина и комик-коны за последние несколько лет привели к увеличению числа детей (и взрослых) по всему США, которые одевались в костюмы Финна и Джейка». Джон Димаджио вспоминал, как «гулял на съездах и видел, как все носят костюмы Финна и костюмы Джейка, и как персонажи нравились людям». Платформа в виде Финна участвовала в параде дня благодарения от Macy’s в 2013 году.
Повествование и влияние Финна на молодую аудиторию сравнивают с Гарри Поттером, главным героем одноимённой серии книг Джоан Роулинг. В частности, по мере развития сюжета оба персонажа взрослели. Даррен Франич из Entertainment Weekly подметил, что Финн «[повзрослел] вместе со своей аудиторией, как „дети Гарри Поттера“ прошлого десятилетия»